# MVP finałów Szwedzkiej Ligi Koszykówki
MVP finałów Szwedzkiej Ligi Koszykówki, wcześniej MVP finałów Basketligan – nagroda przyznawana co sezon przez Szwedzką Ligę Koszykówki najlepszemu zawodnikowi finałów ligi.

## Laureaci
| Sezon   | Zawodnik          | Pozycja | Narodowość        | Zespół              | Przy. |
| ------- | ----------------- | ------- | ----------------- | ------------------- | ----- |
| 2011–12 | Johnell Smith     | PG      | Stany Zjednoczone | Södertälje Kings    | [ 1 ] |
| 2012–13 | John Roberson     | PG      | Stany Zjednoczone | Södertälje Kings    | [ 2 ] |
| 2013–14 | Toni Bizaca       | SF      | Chorwacja         | Södertälje Kings    | [ 3 ] |
| 2014–15 | John Roberson (2) | PG      | Stany Zjednoczone | Södertälje Kings    | [ 4 ] |
| 2015–16 | Skyler Bowlin     | G       | Stany Zjednoczone | Södertälje Kings    | [ 5 ] |
| 2016–17 | Brandon Rozzell   | G       | Stany Zjednoczone | BC Luleå            |       |
| 2020–21 | Adam Ramstedt     | F       | Szwecja           | Norrköping Dolphins | [ 6 ] |
| 2021–22 | Felix Terins      | PG      | Szwecja           | Norrköping Dolphins | [ 7 ] |
| 2022–23 | Devonte Green     | SG      | Stany Zjednoczone | Norrköping Dolphins | [ 8 ] |
| 2023–24 | Felix Terins (2)  | PG      | Szwecja           | Norrköping Dolphins | [ 9 ] |